# CocoCay
CocoCay ou Little Stirrup Cay est une caye sablonneuse qui fait partie des îles Berry aux Bahamas. Elle se situe à environ 55 km au nord de Nassau et elle est exclusivement utilisée par la Royal Caribbean International.
L'île fait moins d'un kilomètre de long. Son extrémité Est sert de centre de loisirs avec des plages donnant sur un bassin de coraux  où l'on peut voir des lamantins, des raies et de nombreux poissons de corail.
Elle est adjacente à Great Stirrup Cay, une île appartenant à la Norwegian Cruise Line.